# 胡迈
胡迈一词涉及两个概念：
- 1、伊朗神话中的神鸟；
- 2、西非加涅姆帝国君主。

## 神话
胡迈(Humai)，伊朗神话中的神鸟，据说这只神鸟的影子覆盖到谁，他就会获得幸福。后逐惭演变为突厥神话中万物生育的化身-乌迈女神，她保护军人，保佑可汗的妻子可敦(Khatun)，而且可敦的面貌总是与乌迈相似。
奥古兹人(Oguz)认为乌迈是一种精灵，她能保佑母亲体内的胎儿，因而民间流传着一句谚语：“只要敬奉乌迈，就能子孙万代”。
绍尔人(Shors)把乌迈叫做玛伊(May)，职能是保佑婴儿，同时也接引死者的灵魂。
捷列乌特人(Teleutan )把乌迈称为玛伊-埃涅西(May-Enensi)或玛伊-埃奈济；哈萨克人(Kazakh)则称之为乌迈-埃涅(Umay-ene)，他们都认为她是一种精灵，是儿童的保护神；
柯尔克孜人(Kirgiz)认为乌迈能赐给人们五谷丰登、六畜兴旺，是家宅幸福、子女平安的保护神。接生婆在为产妇接产时和巫医在为孩子治病时，都要呼请她保佑。每逢年景丰收，人们就说：“奶水从乌迈-埃涅（意为”乌迈妈妈“）的乳房里流出来了”。
哈萨克人称之为 乌迈 安奈（俄语 умай 哈萨克语Ұмай ана）https://ru.wikipedia.org/wiki/%D0%A3%D0%BC%D0%B0%D0%B9 （页面存档备份，存于）

## 历史
胡迈(Hummay)或胡梅(Hume)是乍得湖地区加涅姆帝国(Kanem-Empire)赛法瓦(Sefuwa)王朝的创始人和玛伊(统治者)。他自动放弃了赛法瓦-杜古瓦(Sefuwa-Duguwa)王权和1068年至1080年的统治，由他创立的王朝后来延续止1846年。在他统治期间，对伊斯兰教的传播曾产生重要的影响，这也引起了民族内部的纠纷，导致札加瓦帝国的分裂并向东迁移。